# 이은영 (성우)
이은영(1953년 11월 15일 ~ )은 대한민국의 성우이다. 1976년 EBS 1기 공채 성우로 데뷔하였다.

## 주요 출연작품

### 애니메이션
- 달려라 호돌이 (MBC)
- 엄지공주의 모험 (투니버스) - 안젤라

### 애니메이션 영화
- 로보트 태권브이

### 방송
- 딩동댕 유치원 (EBS)
- 뽀뽀뽀 (MBC)
- 모여라 꿈동산 (MBC)
- 무엇이든 물어보세요 (KBS)
- 탐구생활 (EBS)
- 진중무대 (국군방송)
- 수능초이스 (EBS)
- 혼불 (미국 하와이주 한인방송)

### 악극
- 비내리는 고모령(2013) (수성아트피아)